# Ga Geojehaemaji
Ga Geoje (tiếng Hàn: 거제역; Hanja: 巨堤驛) là một ga đường sắt trên Tuyến Donghae Nambu ở Geoje-dong, quận Yeonje, Busan, Hàn Quốc. Nhà ga này không liên quan đến ga Geoje của Busan Metro.